# 皮拉库鲁卡
皮拉库鲁卡（葡萄牙語：Piracuruca）是巴西皮奥伊州的一个市镇。总面积2380.511平方公里，总人口25535人，人口密度10.7人/平方公里。